# نموذج توماس-فيرمي
نموذج توماس-فيرمي (بالإنجليزية: Thomas–Fermi model)‏ والذي سُميَّ نسبةً إلى ليويلين توماس وإنريكو فيرمي، وهو نظريةٌ ميكانيكية كمية حول البنية الإلكترونية لأنظمة الجسم المتعدد المُتطور نصف كلاسيكيًا بعد فترةٍ قصيرة من معادلة شرودنغر.